# 匈牙利国家男子水球队
匈牙利国家男子水球队是代表匈牙利参加国际性男子水球比赛的隊伍，由匈牙利水球协会管理。截至2024年，該隊夺得16枚奥运会奖牌、12枚世界锦标赛奖牌、 国际泳联世界杯奖牌、8枚国际泳联世界联赛奖牌、26枚欧洲锦标赛奖牌和17枚夏季世界大學運動會奖牌，共计91枚奖牌。